# Nima Kulkarni
Nima Kulkarni é uma advogada de imigração norte-americana e membro democrata da Câmara dos Representantes de Kentucky, representando o Distrito 40 desde janeiro de 2019. Em 2018, Kulkarni derrotou o titular Dennis Horlander na Primária Democrática. Ela acabou por vender as eleições gerais. Kulkarni é a primeira índia-americana eleita deputada estadual no Kentucky.